# Stefan Jähnichen
Stefan Jähnichen (* 8. August 1947 in Chemnitz) ist ein deutscher Informatiker.

## Leben
Nach dem Abitur am 24. Februar 1967 an der Sophie-Charlotte-Oberschule in Berlin studierte Jähnichen vom 15. Oktober 1967 bis zum 11. Juni 1974 Elektrotechnik an der TU Berlin. Ab dem 1. November 1970 arbeitete er als Tutor am Ersten Institut für Allgemeine Elektrotechnik bei Professor Manfred Michel und schloss sein Studium mit dem Diplom in Elektrotechnik ab. Ab dem 1. Juli 1974 bis 1984 wirkte Jähnichen als Wissenschaftlicher Assistent am Institut für Angewandte Informatik der TU Berlin in der Forschungsgruppe Softwaretechnik, die erst von Cornelis Koster, ab 1978 von Christiane Floyd geleitet wurde. 1979 promovierte er dort zum Dr.-Ing., das Thema seiner Promotionsschrift lautete Exception Handling in sequentiellen Programmen. Zwischen 1984 und 1986 war Jähnichen Wissenschaftlicher Mitarbeiter der GMD-Forschungsgruppe an der Universität Karlsruhe und von 1986 bis 1991 deren Leiter. Von 1988 bis 1991 war er C3-Professor an der Universität Karlsruhe im Fachgebiet Computertechnik. 1991 folgte die Berufung zurück an die TU Berlin, wo er seitdem das Fachgebiet Softwaretechnik der Fakultät IV (Elektrotechnik und Informatik) als C4-Professor leitete. Die Emeritierung von Prof. Jähnichen erfolgte zum 1. Oktober 2015. Das Fachgebiet Softwaretechnik wurde aufgrund der Emeritierung aufgelöst und nicht neu besetzt.
Von 2001 bis 2012 fungierte Jähnichen neben seinen Aufgaben als Hochschullehrer auch als Direktor des Fraunhofer-Instituts für Rechnerarchitektur und Softwaretechnik (FIRST). Zusätzlich war er von 2008 bis 2011 Präsident der Gesellschaft für Informatik. Weiterhin war Jähnichen von 2004 bis 2011 Mitglied im Fachkollegium Informatik – Softwaretechnologie der Deutschen Forschungsgemeinschaft sowie von 2006 bis 2012 Aufsichtsratsmitglied der European Center for Information and Communication Technologies EICT GmbH. Seit 2011 engagiert er sich als Vorsitzender des Aufsichtsrates des Leibniz-Zentrums für Informatik, sowie seit 2012 als Direktor am FZI Forschungszentrum Informatik. 2013 erhielt Jähnichen die Ehrendoktorwürde der Universität Potsdam. Für seine Leistungen wurde Stefan Jähnichen mit Wirkung vom 1. Oktober 2024 als Fellow der GI ausgezeichnet.
Stefan Jähnichen ist verheiratet und hat zwei Kinder.

## Belege
1. 1 2  Stefan Jähnichen: »Exception Handling« in sequentiellen Programmen, Dissertationsschrift zur Erlangung des akademischen Grades Doktor-Ingenieur am Fachbereich 20 (Informatik) der TU Berlin, Tag der mündlichen Prüfung: 27. Juni 1979, Berichter: Professor Cornelis Koster, Professor Dr. phil. Christiane Naur (Floyd). In der Schrift werden Ausnahmebehandlungen für die Sprachen SLAN, ELAN, PL/1, MESA, GREEN, Alphard, Algol 68 und CL2 beschrieben, bzw. vorgeschlagen. 154 Seiten inkl. Literaturverzeichnis
2. ↑  Aufsichtsrat. Schloss Dagstuhl – Leibniz-Zentrum für Informatik GmbH, abgerufen am 19. Oktober 2023.
3. ↑  Profil Stefan Jähnichen. FZI Forschungszentrum Informatik, abgerufen am 19. Oktober 2023.
4. ↑  TU Berlin: TU-Informatiker erhält Ehrendoktorwürde. Pressemitteilung vom 7. November 2013 beim Informationsdienst Wissenschaft (idw-online.de)
5. ↑  Vier neue GI-Fellows ausgezeichnet. Pressemitteilung. Gesellschaft für Informatik, 26. September 2024, abgerufen am 3. Juni 2025: „Prof. Dr. Stefan Jähnichen: Softwaretechnik und Programmiersprachen“